# San Marco (gioco)
San Marco è un gioco da tavolo e di carte di genere strategico creato da Alan R. Moon e Aaron Weissblum, pubblicato dalla Ravensburger. Ambientato a Venezia e dal titolo ispirato all'omonimo sestiere della città.

## Descrizione
Ci sono sei distretti in cui i giocatori si contendono l'influenza e il controllo dell'area. Il gioco è diviso in passaggi, che vengono poi spartiti durante i turni. I giocatori possono posizionare e spostare sia gli aristocratici che i ponti e guadagnare punti per le aree in cui hanno influenza.